# Cyprien Sarrazin
Cyprien Sarrazin (Gap, 13 oktober 1994) is een Franse alpineskiër.

## Carrière
Bij zijn wereldbekerdebuut, in februari 2016 in Chamonix, scoorde Sarrazin direct zijn eerste wereldbekerpunten. Op 19 december 2016 boekte de Fransman in Alta Badia zijn eerste wereldbekerzege.

## Resultaten

### Olympische Winterspelen
| Jaar | Plaats | Resultaten        |
| ---- | ------ | ----------------- |
| 2022 | Peking | DNF1 Reuzenslalom |

### Wereldkampioenschappen
| Jaar | Plaats             | Resultaten            |
| ---- | ------------------ | --------------------- |
| 2023 | Courchevel-Méribel | DNS Alpine combinatie |

### Wereldbeker
Eindklasseringen
| Seizoen   | Algm | AD     | RS  | SG  | SC  | PAR |
| --------- | ---- | ------ | --- | --- | --- | --- |
| 2015/2016 | 157e | –      | –   | –   | 47e |     |
| 2016/2017 | 51e  | –      | 17e | –   | –   |     |
|           |      |        |     |     |     |     |
| 2019/2020 | 64e  | –      | 16e | –   | 32e | 39e |
| 2020/2021 | 118e | –      | 44e | –   |     | 27e |
| 2021/2022 | 92e  | –      | 28e | 45e | 15e |     |
| 2022/2023 | 53e  | 25e    | 54e | 23e |     |     |
| 2023/2024 | 5e   | Zilver | –   | 6e  |     |     |
| 2024/2025 | 62e  | 31e    | 55e | 24e |     |     |

Wereldbekerzeges
| Datum      | Plaats     | Onderdeel            |
| ---------- | ---------- | -------------------- |
| 19-12-2016 | Alta Badia | Parallelreuzenslalom |
| 28-12-2023 | Bormio     | Afdaling             |
| 12-01-2024 | Wengen     | Super G              |
| 19/01/2024 | Kitzbühel  | Afdaling             |
| 20/01/2024 | Kitzbühel  | Afdaling             |